# Серги Йоцов
Серги Йоцов (1 юни 1926 г. – 29 септември 2012 г.) е български футболист и треньор по футбол. В своята близо 50-годишна кариера като треньор е водил редица български отбори. През сезон 1975/76 става шампион на България като наставник на ЦСКА (София).

## Биография
Като футболист Серги Йоцов играе за отборите на Торпедо (София) и Септември (София), като прекратява футболната си кариера на 28-годишна възраст. Впоследствие се отдава на треньорството. Завършва ВИФ „Георги Димитров“, специалност „футбол“. Близо 10 години работи в детско-юношеската школа на Септември, а след това дълго време е наставник и в школата на ЦСКА.
Йоцов навлиза сериозно в треньорството на 46-годишна възраст през 1972 г., поемайки Сливен. През сезон 1973/74 извежда отбора до 1-во място в Южната Б група и съответно до промоция в А група. Остава в клуба до лятото на 1975 г., когато поема Тракия (Пловдив). Води „канарчетата“ обаче само 6 месеца.
През януари 1976 г. Йоцов е назначен за старши треньор на ЦСКА „Септемврийско знаме“ на мястото на Манол Манолов. В този момент „армейците“ изостават на 2 точки от големия си съперник Левски-Спартак. През пролетния полусезон обаче ЦСКА наваксва изоставането и под ръководството на Йоцов печели титлата за сезон 1975/76. Специалистът остава начело на отбора до юни 1977 г.
След като напуска ЦСКА Йоцов се завръща в Сливен, където е начело на отбора два сезона – през 1977/78 и 1978/79.
Впоследствие води Пирин (Благоевград), Балкан (Ботевград) и отново ЦСКА през 1985 г. Почива на 29 септември 2012 г.

## Успехи като треньор
ЦСКА (София)
- А група:
  -  Шампион: 1975/76

Сливен
- Южна Б група:
  -  Шампион: 1973/74